# Aurach bei Kitzbühel
Aurach bei Kitzbühel är en ort och kommun i distriktet Kitzbühel i förbundslandet Tyrolen i Österrike.